# 裴鉉
裴鉉（16世紀—17世紀），字鼎和、又字君輔，山西太原右衛人，軍籍，明朝政治人物。

## 生平
裴鉉早年出身太原府學生，以《禮記》中萬曆三十七年（1609年）山西鄉試第十八名舉人，三十八年（1610年）會試中式第二十一名，聯捷三甲第二百二十八名進士，獲授歷城知縣，案件判決流暢，體察民情以清除宿弊，崇禎《歷城縣志》稱其「雖承平而用斧斤不無稍刻，然發奸摘伏，狐鼠潛消，市棍偷兒屏息遠遁」，吏才敏捷；改任商水知縣，泰昌元年（1620年）為都察院經歷，歷任戶部主事，官至郎中。

## 家族
曾祖裴瑄，祖父贈經歷裴遷，父親經歷裴景鵬，母親汪氏。嗣孫裴希度，崇祯甲戌進士。